# Olga Rozanova

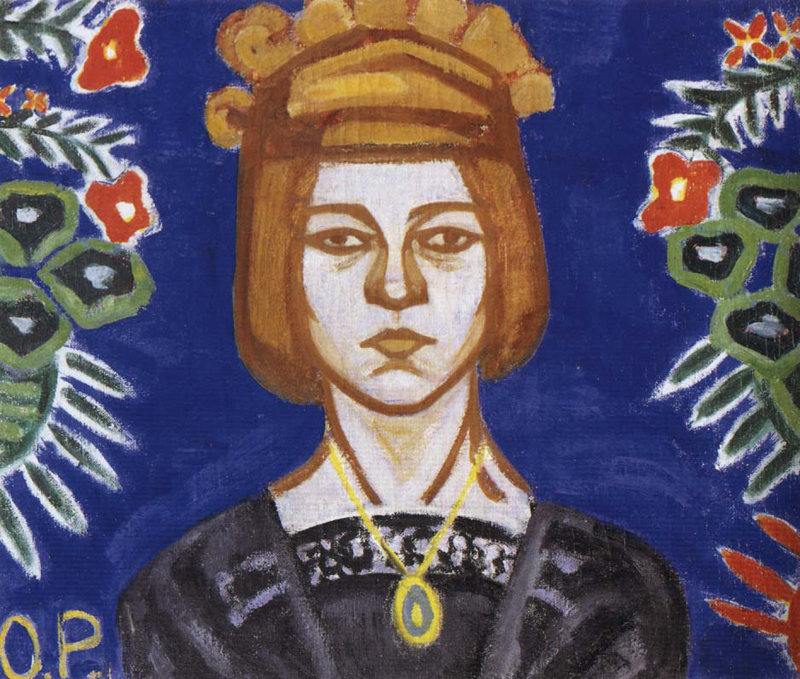
Zelfportret Olga Rozanova, 1911

Olga Vladimirovna Rozanova (Russisch: О́льга Влади́мировна Ро́занова), (Melenki, 21 juni 1886 – Moskou, 8 november 1918) was een Russisch schilderes, kunsttheoreticus en dichteres.

## Leven en werk
Rosanova bezocht van 1904 tot 1912 een privéschool voor toegepaste kunst. Ze was medeoprichtster van de kunstenaarsvereniging 'Unie van de Jeugd'. In 1914 werden vijf van haar schilderijen tentoongesteld op Filippo Marinetti’s beroemde futuristische internationale tentoonstelling te Rome, waarmee haar naam werd gevestigd.
Rozanova was getrouwd met de futuristische Russische dichter Aleksej Kroetsjonych, wiens werk ze illustreerde. Ze schreef ook zelf futuristische gedichten. 
In 1914 maakte Rozanova een reeks kleurengravures getiteld Speelkaarten. De gravures werden in 1915 gepubliceerd in de Zaumnaya Gniga (Transrationeel Boek) door Aleksej Kroetsjonych en Alyagrov (Alyagrov was het pseudoniem van de Russische taal- en literatuurwetenschapper Roman Jakobson). Rozanova zette hun vruchtbare samenwerking met Kroetsjonych voort bij het creëren van futuristische boeken. Ze gebruikte verschillende technieken, zoals kleurencollage en handgedrukte lithografie, en bedacht manieren om deze illustratiemethoden te combineren, zoals in het boek Voyna (Oorlog, 1916), dat gewijd was aan de emotionele ervaring van de Eerste Wereldoorlog. In 1916 was ze nauw betrokken bij de oprichting van het supramatistische tijdschrift Supremus, samen met onder meer Kazimir Malevich. In 1918 maakt ze nog een aantal beroemde 'non-objectieve schilderijen' (“tsv'etopis” genaamd).
Rozanova stierf in 1918, 32 jaar oud, aan difterie.

## Galerij

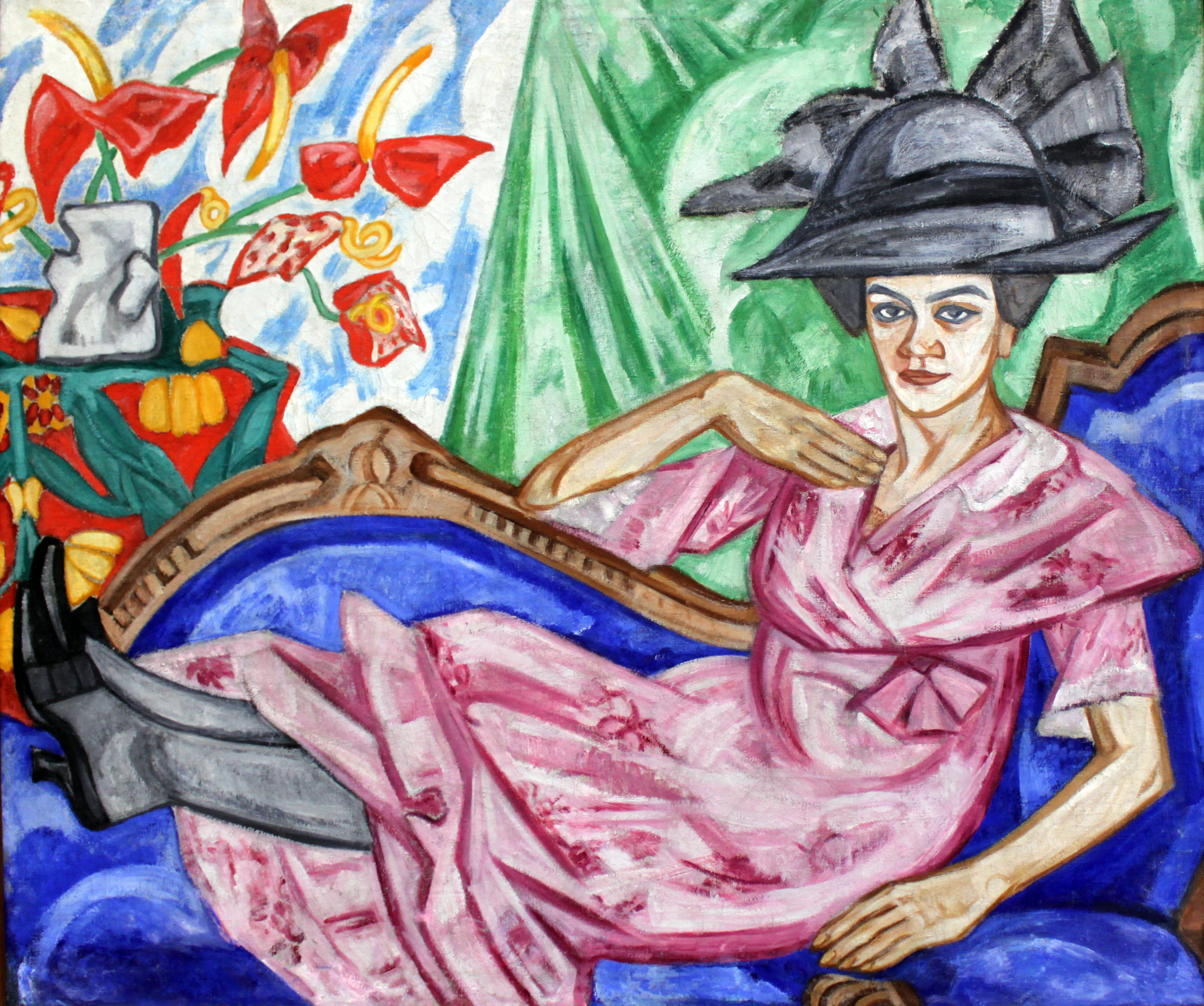
Portret van zus Anna Vladimirovna Rozanova, 1912
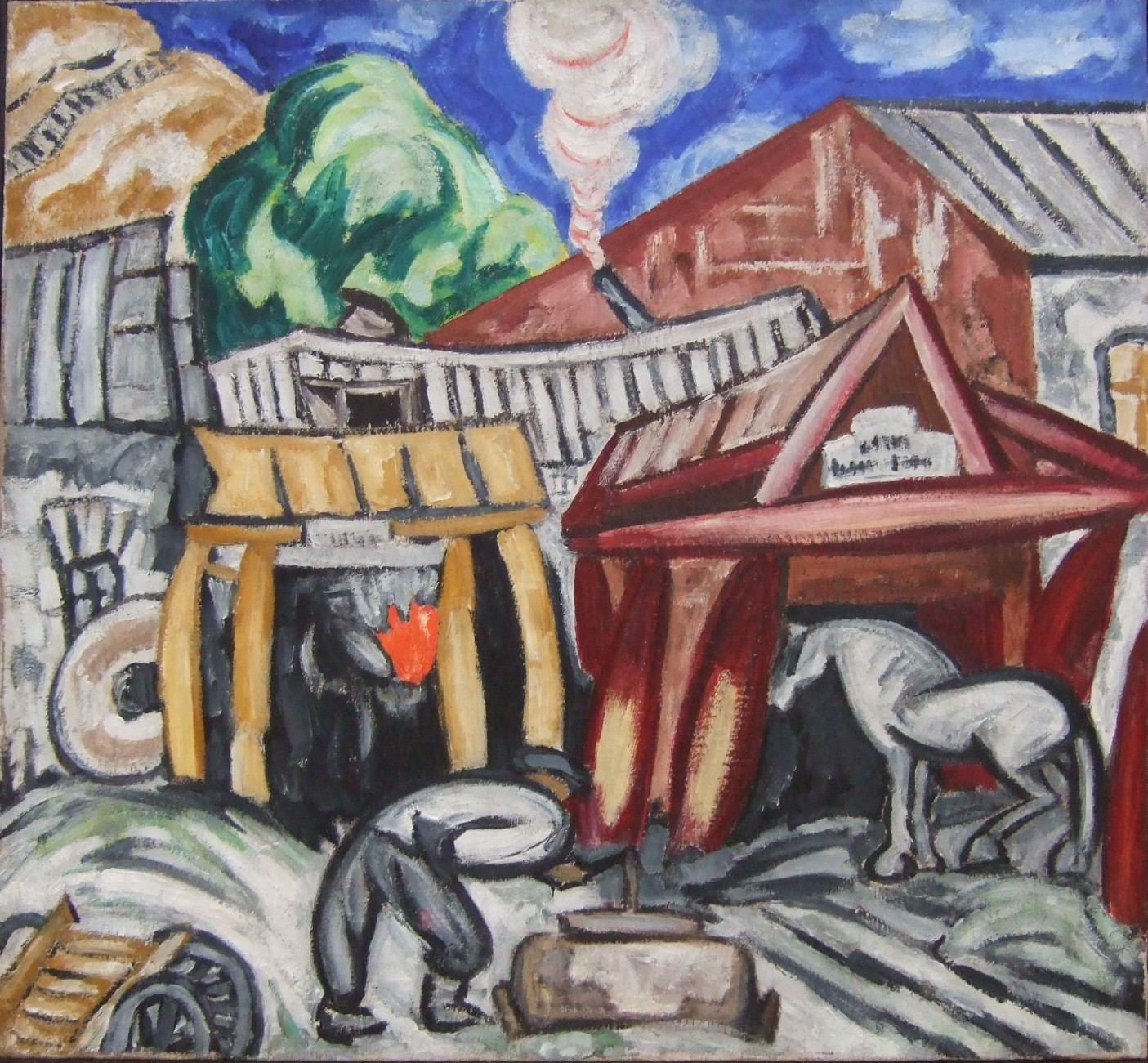
De smid, 1912
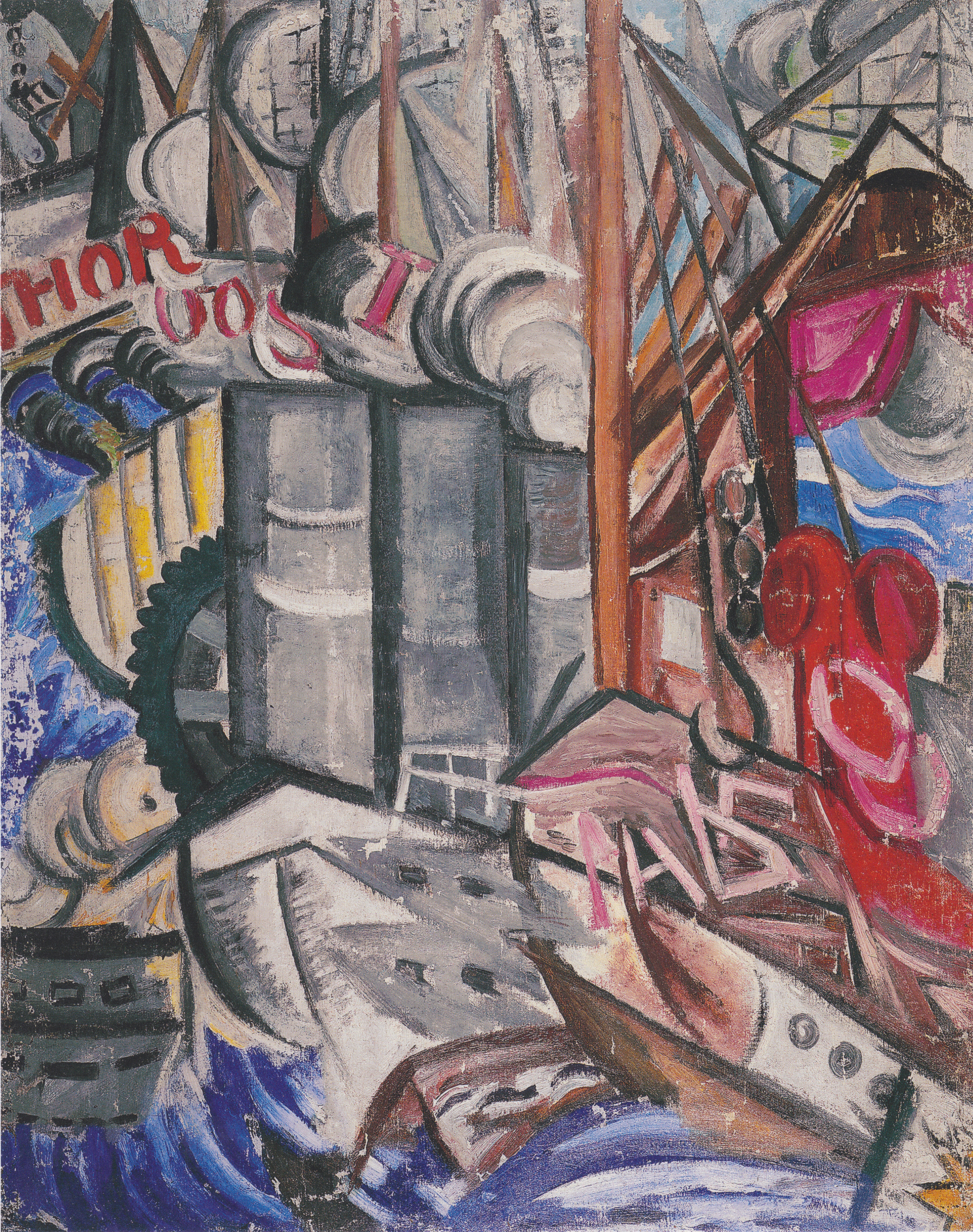
De haven, 1912
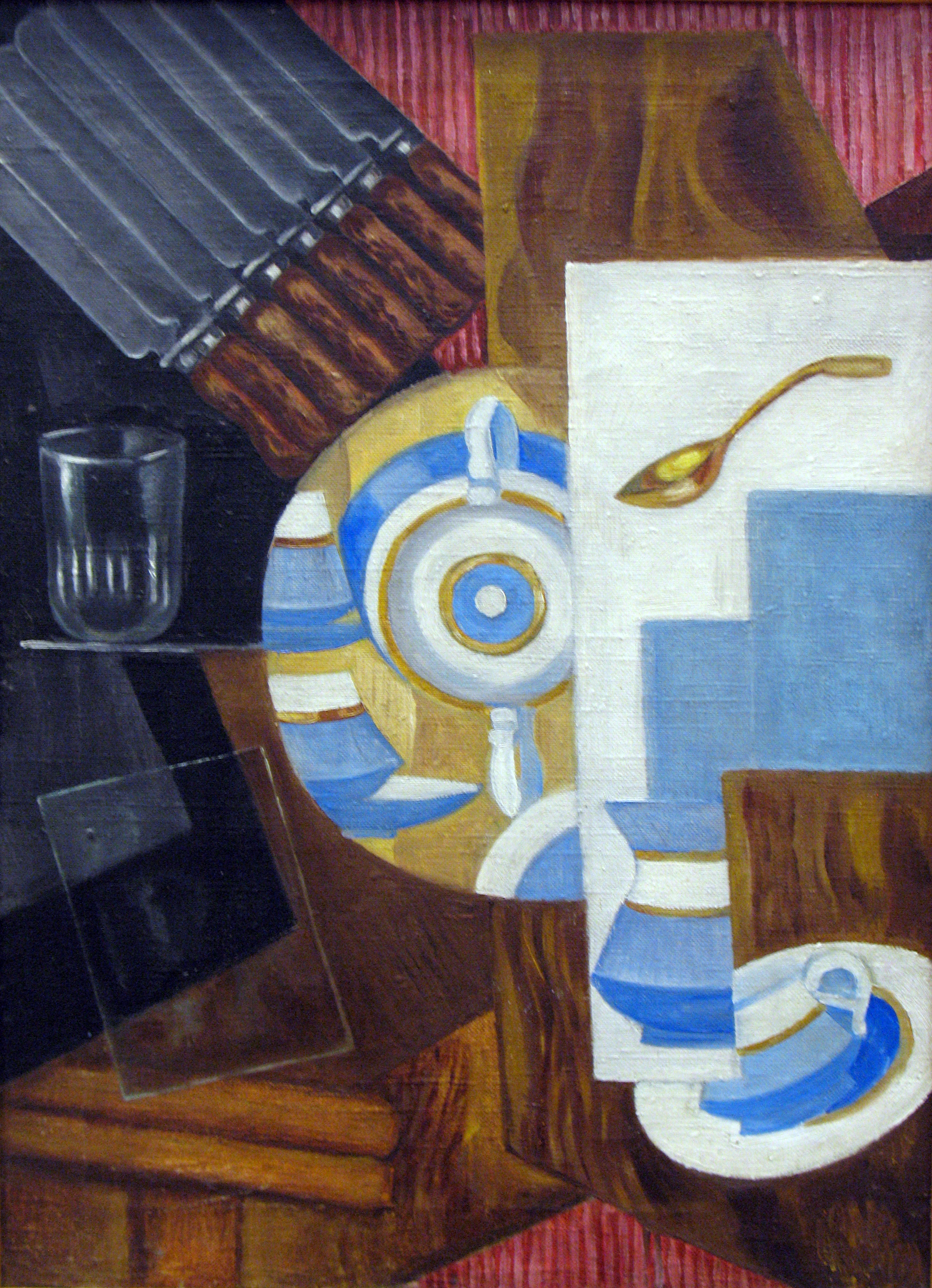
Borden, 1915
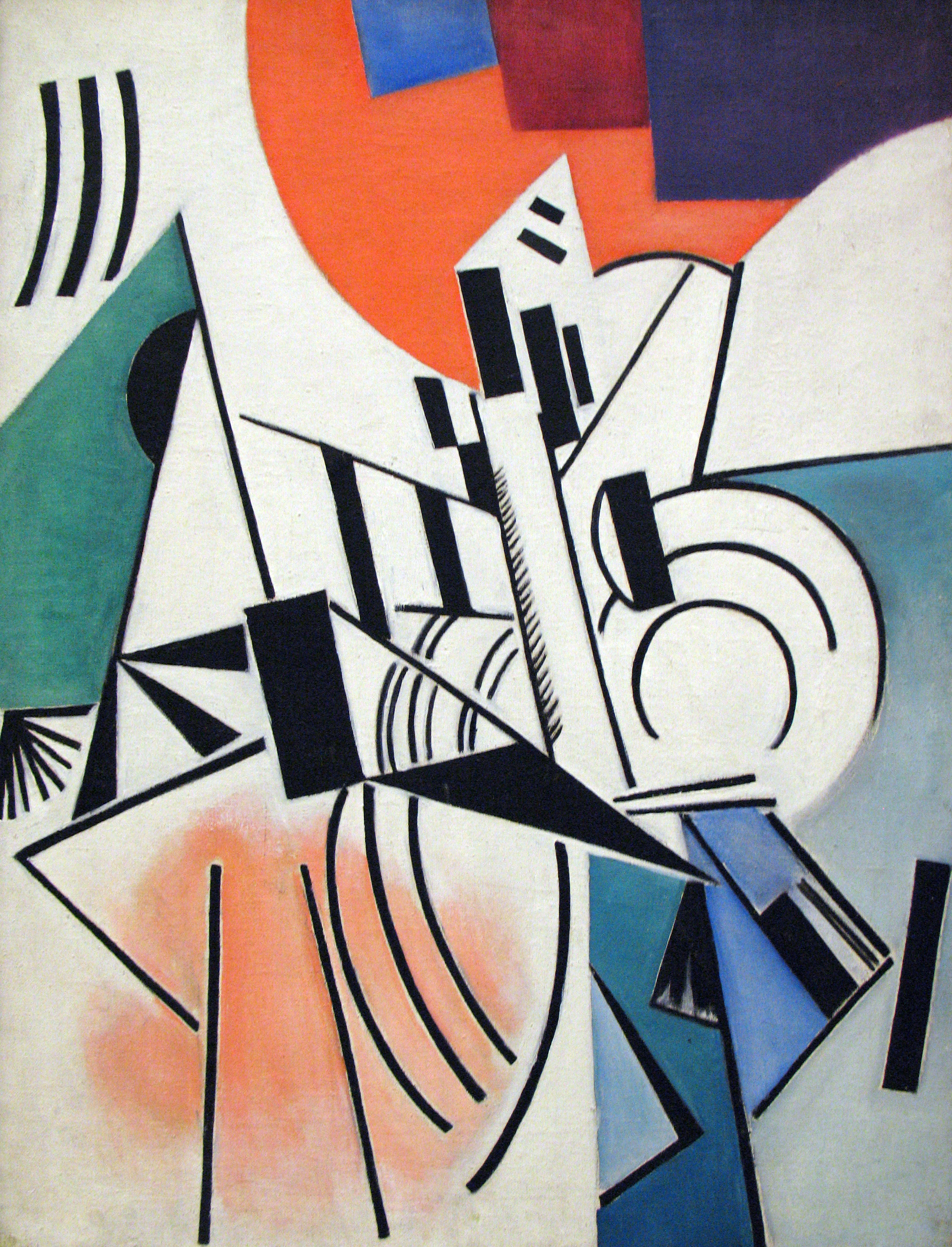
Suprematismus anagoria, 1916
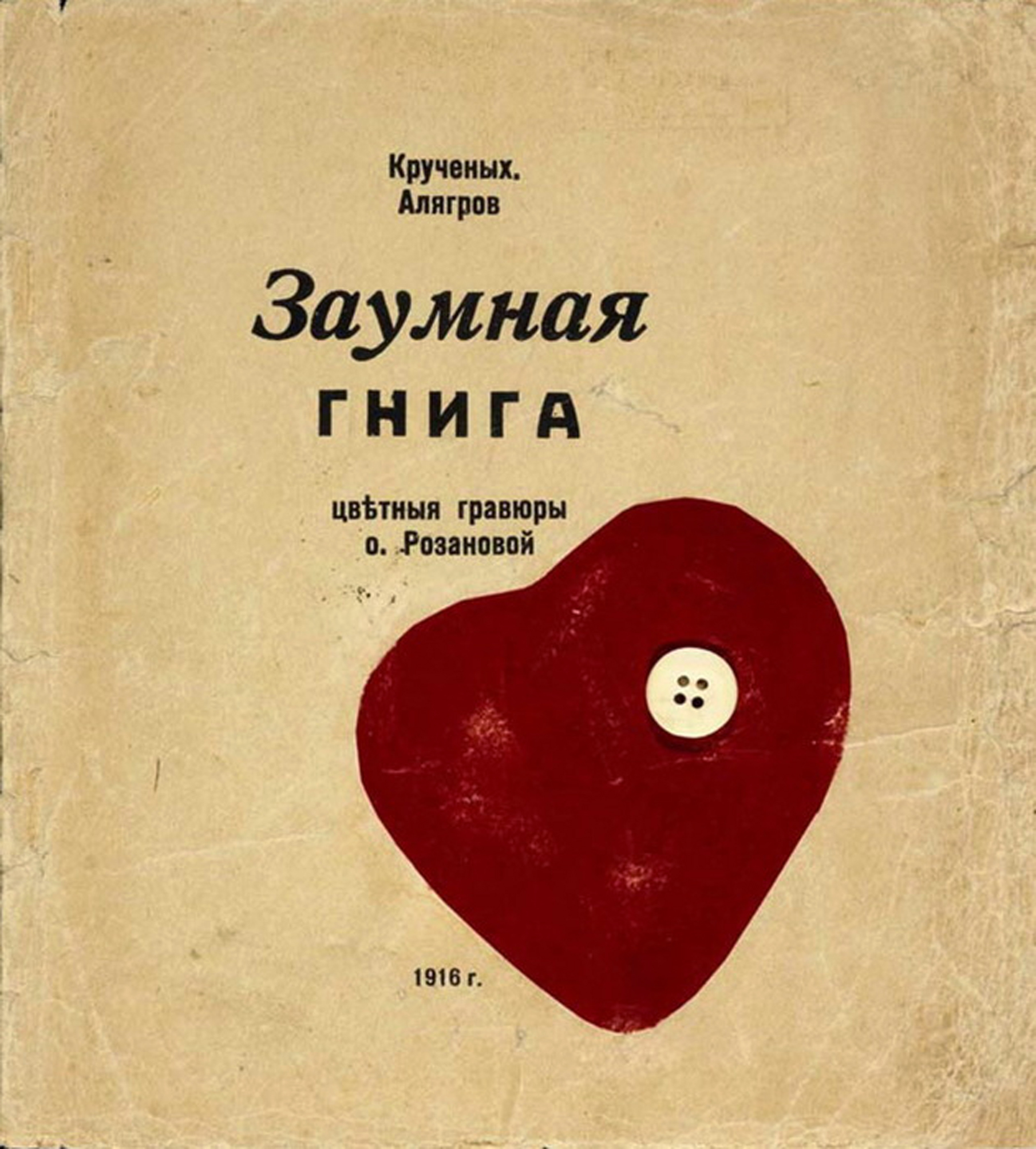
Olga Rozanova, Omslag voor Alexei Kruchenyh en Alyagrov (Roman Jakobson), Zaumnaya Gniga (Transrationeel Boek), 1915-1916.
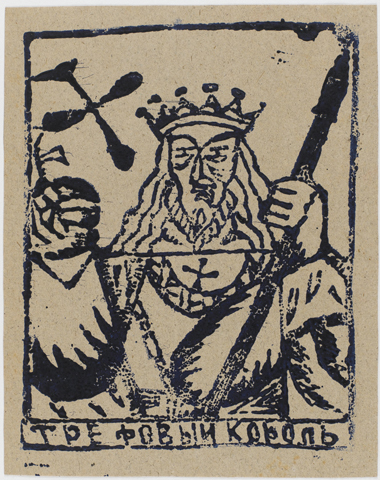
Trefovy korol (Klaverkoning), 1915
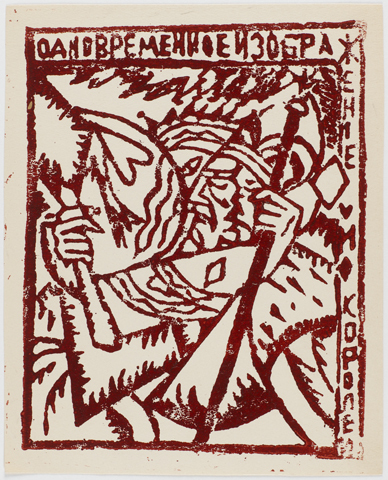
Odnovremennoe izobrazhenie koroley (Simultane afbeelding van koningen), 1915
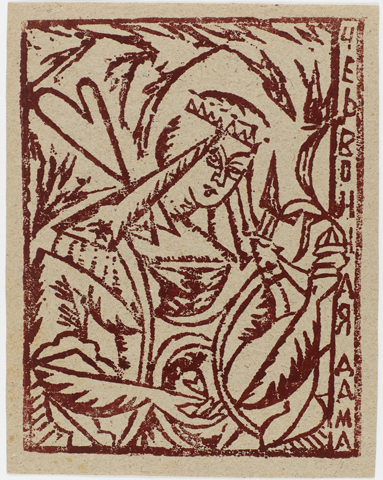
Chervonnaya dama (Hartenkoningin), 1915
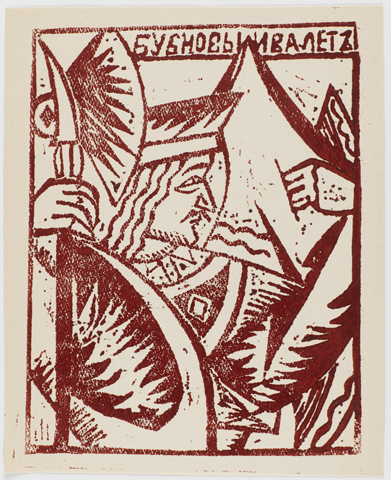
Bubnovy valet (Ruitenboer), 1915